# Arturo de Jesús Correa Toro
Arturo de Jesús Correa Toro (Ituango, 26 aprile 1941 – Pasto, 26 maggio 2021) è stato un vescovo cattolico colombiano.

## Biografia
Arturo de Jesús Correa Toro nacque a Ituango il 26 aprile 1941.

### Formazione e ministero sacerdotale
Compì gli studi secondari presso i seminari minori di Santa Rosa de Osos e di Santa Fe de Antioquia. Studiò filosofia e teologia cattolica presso il seminario nazionale Cristo Sacerdote a La Ceja. Completò anche un corso di aggiornamento presso l'Istituto pastorale del Consiglio episcopale latinoamericano (CELAM) a Quito.
Il 22 ottobre 1967 fu ordinato presbitero per la diocesi di Jericó a Medellín da monsignor Augusto Aristizábal Ospina.
In seguito fu vicario parrocchiale a Pueblorrico, Jardín e Concordia.
Nel 1972 venne inviato nella diocesi di San Pedro Sula, in Honduras, come missionario fidei donum.
Tornato in patria fu amministratore parrocchiale delle parrocchie di San Giovanni Evangelista a Salgar, San Paolo di Tarso a Tarso e San Antonio a Támesis; direttore delle missioni diocesane dal 1982 al 1990; delegato episcopale per la pastorale di laici dal 1990; parroco della parrocchia dell'Immacolata Concezione a Ciudad Bolívar; decano; membro del consiglio presbiterale e membro del collegio dei consultori.

### Ministero episcopale
Il 29 gennaio 2000 papa Giovanni Paolo II lo nominò vescovo di Ipiales. Ricevette l'ordinazione episcopale il 20 marzo successivo nella cattedrale di Nostra Signora della Mercede a Jericó dal vescovo di Jericó Augusto Aristizábal Ospina; co-consacranti l'arcivescovo metropolita di Medellín Alberto Giraldo Jaramillo e l'arcivescovo metropolita di Nueva Pamplona Gustavo Martínez Frías.
Nel giugno del 2004 e nel settembre del 2012 compì la visita ad limina.
Il 3 febbraio 2018 papa Francesco accettò la sua rinuncia al governo pastorale della diocesi per raggiunti limiti di età.
Fu insignito del titolo di Ciudadano Ilustre del Sur.
Morì all'ospedale "San Pietro" di Pasto alle 12:30 del 26 maggio 2021 all'età di 80 anni per COVID-19. La salma venne cremata. Le esequie si tennero il 31 maggio alle ore 15 nella cattedrale di San Pietro martire a Ipiales. Al termine del rito le ceneri furono tumulate nella basilica del santuario nazionale di Nostra Signora di Las Lajas nella stessa città.

## Genealogia episcopale
La genealogia episcopale è:
- Cardinale Scipione Rebiba
- Cardinale Giulio Antonio Santori
- Cardinale Girolamo Bernerio, O.P.
- Arcivescovo Galeazzo Sanvitale
- Cardinale Ludovico Ludovisi
- Cardinale Luigi Caetani
- Cardinale Ulderico Carpegna
- Cardinale Paluzzo Paluzzi Altieri degli Albertoni
- Papa Benedetto XIII
- Papa Benedetto XIV
- Papa Clemente XIII
- Cardinale Marcantonio Colonna
- Cardinale Giacinto Sigismondo Gerdil, B.
- Cardinale Giulio Maria della Somaglia
- Cardinale Carlo Odescalchi, S.I.
- Vescovo Eugène de Mazenod, O.M.I.
- Cardinale Joseph Hippolyte Guibert, O.M.I.
- Cardinale François-Marie-Benjamin Richard de la Vergne
- Cardinale Pietro Gasparri
- Cardinale Paolo Giobbe
- Cardinale Crisanto Luque Sánchez
- Arcivescovo Alberto Uribe Urdaneta
- Vescovo Augusto Aristizábal Ospina
- Vescovo Arturo de Jesús Correa Toro